# Nahoře Pes
Nahoře Pes je pražská rocková kapela.
Kapela vznikla v průběhu let 1996 – 1997, přičemž první oficiální zkouška proběhla v říjnu 1997. Kapela v té době nesla jméno Devil’s Dogs. 9. května 1998 se konal první koncert. V tét době se kapela odpoutává od původního Punk rockového žánru a zvolna se přetavuje ke zpěvnému Bigbítu. V průběhu roku 1999 kapela zažívá své první koncerty v pražských klubech Batalion, Krok, Mlejn a Exces. Ve stejné době začíná pracovat na první demo nahrávce Réservé pro invalidu. Nahrávka je pokřtěna 4. dubna 2000 v klubu Klamovka. Kapela vystupuje jako předskokan kapely Znouzectnost a zažívá první mimopražská vystoupení. V říjnu 2000 se kapela přejmenovává a získává současný název Nahoře Pes. V roce 2001 kapela odehrává 17 koncertů a poprvé vstupuje do profesionálního nahrávacího studia. Ve stejné době kapela přehodnocuje pohled na svou dosavadní tvorbu. Tento krok se kapele vyplatil a vedl k tomu, že se na jaře roku 2002 probojovala do semifinále hudební soutěže Rock Made In Gambrinus, do finále soutěže Broumovská kytara, vítězí v soutěži Mlejnice Kiss a vydává cd Nahoře Pes na měsíci. Žánrové zakotvení však nevyhovuje členům kapely a ta se částečně rozpadá. V říjnu roku 2002 probíhá poslední koncert staré sestavy v hudebním klubu Vagón. Po odchodu několika členů se kapela stabilizovala až v květnu 2003. Kapela opět koncertuje a vznikají nové písně. V říjnu 2003 se kapela několika písněmi podílí na live cd Velká říjnová party. V roce 2004 kapela odehrává 26 koncertů, ze kterých je třeba zmínit finále soutěže Rock Nymburk, festival Boodstock a předskakování bluesové legendě Sugar Blue. Spolu s koncerty probíhá v kolínském studiu Sklep nahrávání 18 písní. 6 z nich vychází 29. ledna 2005 na albu Robinson, které pokřtil americký bluesman Sugar Blue. V červenci 2005 kapela vystupuje na festivalu Rock for People v Českém Brodě.
Závěrečná sestava kapely byla:
Pája Táboříková (bicí, zpěv),
Pavel "Pablo" Eisner (baskytara),
Michal Nosek (kytara),
Ondřej Fencl (kytara, zpěv).
Nahoře pes ukončil svoji kariéru v roce 2011 vydáním alba "Pozdní léto" a závěrečným lednovým koncertem v pražském Vagónu.